# Euroinvestor.dk
Euroinvestor.dk er et dansk online finansmedie, der leverer information og nyheder af relevans for private investorer. 
Siden 2020 har Simon Richard Nielsen været ansvarshavende chefredaktør.

## Historie
EuroInvestor startede i 1997, hvor brødrene Søren Alminde og Jens Alminde gennem selskabet Danalyzer Systems Aps lancerede portalen EuroInvestor.com (senere EuroInvestor.dk).
Indholdet var aktiekurser, valutakurser, obligationer samt andre finansielle data. Derudover var der kursgrafer, interaktivt porteføljeprogram, investeringsforum og finansnyheder.
EuroInvestor.dk blev i juni 2007 børsnoteret på Københavns Fondsbørs, og erhvervede senere samme år 51 % af boligsiden Boliga.dk og i 2008 10 % af IT-virksomheden Galbot.
I 2018 blev internetdomænerne EuroInvestor.com, EuroInvestor.dk og Valutakurser.dk solgt til Berlingske Media for 23 mio. kr. Den tilbageværende del af selskabet skiftede derefter navn til Boliga Gruppen.

## Indhold
Euroinvestor skriver om aktier, finans og markeder og udgiver desuden Millionærklubben, som er en af de mest lyttede podcast i Danmark. På sitet har man som bruger adgang til realtidskurser gratis. Brugerne kan også opsætte egen portefølje og watchlist over aktier, man ejer eller gerne vil følge.
Sitet valutakurser.dk er også en del af Euroinvestor og var et af de domæner, Berlingske Media erhvervede i 2018.
Ifølge Dansk Online Index er Euroinvestor.dk blandt de 20 største danske onlinemedier i Danmark. Euroinvestor.dk havde mere end 12 mio. sidevisninger alene i juni 2022.

## Ekstern henvisning
- Euroinvestors hjemmeside Arkiveret 23. oktober 2018 hos  Wayback Machine

| Internet | Spire Denne internet-relaterede artikel er en spire som bør udbygges. Du er velkommen til at hjælpe Wikipedia ved at udvide den. |